# 纳杰日金斯科耶农村居民点
纳杰日金斯科耶农村居民点（俄语：Надеждинское сельское поселение）是俄罗斯联邦犹太自治州比罗比詹区所属的一个农村居民点。其下辖有2个居民点，行政中心为纳杰日金斯科耶。据2016年统计，该农村居民点的人口为757人。